# Robert Clotworthy

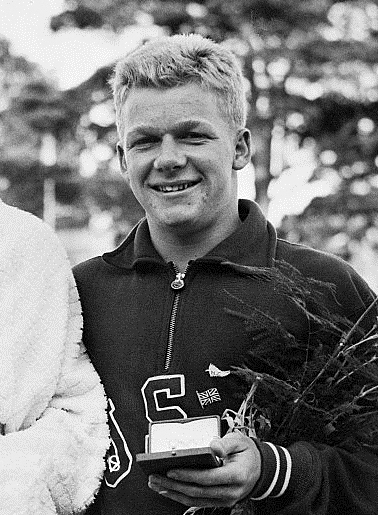
Robert Clotworthy

Robert (Bob) Lynn Clotworthy (Newark, 8 mei 1931 - Salt Lake City, 1 juni 2018) was een Amerikaans schoonspringer, die tweemaal voor de Verenigde Staten van Amerika uitkwam op de Olympische Zomerspelen, die van 1952 en 1956. Op zijn debuut op de Spelen van 1952 in Helsinki veroverde hij de bronzen medaille, op de spelen vier jaar later in Melbourne won hij de gouden medaille.